# Гремяч (приток Судости)
Гремяч (укр. Грем’ячка) — река в Черниговской области, Украина. Правый и самый нижний по течению приток Судости. Относится к классу малые реки. Берёт начало на западной окраине одноимённого села Гремяч и впадает в Судость на восточной окраине села. Протекает только по территории Гремячского сельского совета.

## Гидрография
Протяжённость реки — 5,6 км. Координаты истока: широта − 52°20’45.4" С, долгота − 33°15’43" В. Координаты устья: широта — 52°20’28.66" С, долгота- 33°18’7.36" В. Площадь бассейна — 28,0 км². Река делит населённый пункт Гремяч на две части. Берет своё начало и питается на всем своем протяжении из природных родников (ключей). Замерзает на период с декабря по март. При температуре наружного воздуха минус 30 °C — промерзание на всю глубину. Перепад отметок от истока до устья — 25,0 м.
Скорость её течения около 0,8 км/час. В период летней межени русло имеет ширину около 2-3 м, глубину до 0,5 м. Во время обильного весеннего снеготаянья или значительных осадков русло увеличивается до ширины 10,0 м и глубины — до 2,0 м. Дно реки- песчаное. Долина реки практически симметричная — берега имеют значительный уклон только в местах выхода на поверхность меловых пород.

## Фауна
Пойма реки, искусственные запруды, и долина используется местным населением для выгула водоплавающих домашних птиц и выпаса скота.
С 2014 года в устье реки поселилась колония бобров, вследствие деятельности их частично изменились скорость и глубина реки.
Ихтиофауна реки предоставлена мальками рыб Судости.

## История
Своё название получила река от самого большого и самого шумного из родников — Гремящего ключа («Кадка» местн.). Расположение этого приметного родника рядом с дорогой между старинными русскими городами Новгород-Северский (38,0 км) и Стародуб послужило основанию рядом постоянного поселения людей. Первое письменное упоминание об одноимённом населённом пункте датируется 1604 годом, но исторические и археологические данные свидетельствуют об значительно ранних сроках возникновения окрестных поселений — 11-12 век н. э. Местное название истока «Кадка» обусловлено тем, что с давних пор жители обустраивали бьющие из под земли родники в виде деревянных бочек, кадушек. Самый большой родник имел и самую большую «кадку».
До сих пор на дне реки можно найти остатки старинного водопровода выполненного из деревянных труб. Выполнен он был по одним из источников в 18 веке. Брал своё начало водопровода — в главном Гремячем ключе (он по строению своему восходящий — напорный) и снабжал водой искусственные пруды и фонтаны в парках и садах местных помещиков Самойловичей, Корсаковых, Голицыных.
Исток речки всегда особо почитаем местными жителями. Каждую весну на православный праздник Тройцу принято было чистить все колодцы в селе, а на чистку и обустройство главного родника собирались почти всем селом. Последнее из таких мероприятий прошло в селе Были отремонтированы конструкции родника и произведено его благоустройство.

## Галерея
- Гремячка летом.
- Гремячка. Устье. Дальше-Судость
- Гремячка. Незабудки.
- Гремячка по селу.
- Криниця.
- Гремячка. Запруды.